# 대한민국 육군 특공대
대한민국 육군 특공대(大韓民國陸軍特攻隊, 영어: Republic of Korea Army Commando)는 조선인민군 특수작전군 전력에 대응하기 위해 창설된 특수부대이다.

## 명칭
'특공대'의 영문 공식명칭을 과거에는 'Special Assault Commando'로 사용하였으나 2018년 10월부터 'Commando'로 변경하여 특공연대의 경우 'Commando Regiment'가 영문 공식명칭이다.

## 특전사와의 차이점
1982년 10월 1일에 제702특공연대와 제705특공연대가 최초의 특공대로서 육군특수전사령부 예하 각 공수특전여단에서 차출된 병력을 기반으로 창설됐다. 
장교와 부사관 위주로 구성된 특전사처럼  징집병 위주에서 간부체계로의 개편이 완료되었고 , 작계지역 침투, 정찰감시, 타격, 탐색격멸 및 후방지역으로 침투한 적 특수부대를 소탕하는 임무를 수행한다.

## 선발, 교육 및 훈련
훈련소와 보충대, 각 사단별 신병교육대대에서 차출된 병사는 특공부대에 배치되기에 앞서 특공신병교육대에서 4주간 특공무술, 레펠 강하, 폭파, 매복 등 특공훈련을 익힌다. 이전까지는 훈련소와 보충대, 사단별 신병교육대에서 차출되었지만, 2012년 1월부터 특공병·수색병 모집 제도가 추진되어 3월에 시범 운용을 시작했다. 최근에는 특공병·수색병 모집제도가 특공병으로 변경되었으며, 특공병으로 모집된 인원은 2개 특공여단으로 배치된다. 특공병제도와는 따로 2012년부터 특수전력 정예화 계획에 따라 특공연대 및 수색대대를 정예 특수부대로 개편중이며, 이에 따라 특전사처럼 간부 위주로 개편하고 있으며, 부사관체제로 개편이 진행 중이다.

## 활동 중인 부대

### 여단
- 제201신속대응여단 "황금독수리" - 제2신속대응사단
1983년 10월 10일, 제2작전사령부 소속 제201특공여단으로 창설됨.
2021년 1월 1일, 제2신속대응사단으로 전속하고 제201신속대응여단으로 개편됨.
- 제203신속대응여단 "용호" - 제2신속대응사단
1984년 6월 1일, 다른 특공대에서 부대원을 차출하여 제9군단 소속 제203특공여단으로 창설됨.
1999년, 육군항공사령부 예하 제1공중강습여단으로 재편성됨.
2005년, 제203특공여단으로 복원됨.
2021년 1월 1일, 제2신속대응사단으로 전속하고 제203신속대응여단으로 개편됨.

### 연대
- 제700특공연대 "수리부엉이" - 수도군단
1983년 7월 1일 창설, 제708특공연대로 창설하여 1996년 12월 1일부로 제700특공연대로 개명.
- 제701특공연대 "흑표범" - 제1군단
1983년 5월 1일 창설.
- 제702특공연대 "불사조" - 제2군단
1982년 10월 1일 창설
- 제703특공연대 "불사조" - 제3군단
1983년 5월 1일 창설.
- 제705특공연대 "표범" - 제5군단
1982년 10월 1일 창설

### 대대
- 제35특수임무대대 "태호부대" - 수도방위사령부, 1991년 3월 2일 창설. 수도방위사령부의 대테러 부대.
- 제1강습대대 "독수리부대" - 제7기동군단, 2019년 12월 1일, 제7강습대대을 분할하여 창설.
- 제2강습대대 "독수리부대" - 제7기동군단, 1994년 1일 1일, 제7강습대대로 창설.

## 해체된 부대

### 여단
- 제205특공여단 "백호"
1984년 10월 1일에 경상북도 영천시에서 제11군단 예하부대로 창설되어, 2008년 12월 1일까지 경상남도 사천시 곤양면에서 주둔했었다.[2] 5개 대대로 구성되었으며, 특징은 지리산 종주 행군 훈련.

### 연대
- 제706특공연대 "비호" - 제6군단
1983년 5월 1일 창설, 94년에 제6군단이 기동군단으로 잠시동안 개편되면서 제6강습대대로 개편되었다가 환원되었다. 2022년 8월 26일 군단과 함께 해체됨.
- 제707특공연대 "황금독수리" - 제7군단
1988년 6월 1일에 제707특공연대로 창설되어, 1994년 1월 1일에 공중강습부대인 제7강습대대로 재편성되었다.

### 대대
- 제8특공대대 "불사조" - 제8군단, 1991년 4월 1일, 창설 ~ 2021년 12월 1일, 제1산악여단의 산악보병대대로 재편성됨.

## 같이 보기
- 대한민국 국군 특수부대
  - 육군특수전사령부
  - 해군특수전전단
- 제75레인저연대

## 참고
1. ↑  김병륜 (2011년 11월 8일). “특공·수색병 모집 제도 추진”. 국방일보. 2015년 11월 18일에 원본 문서에서 보존된 문서. 2011년 12월 22일에 확인함.
2. ↑  김오식 (2008년 11월 12일). “사천시 주둔 제205특공여단 다음달 1일 해체”. 뉴시스. 2011년 4월 28일에 확인함.